# Wniebowstąpienie Izajasza

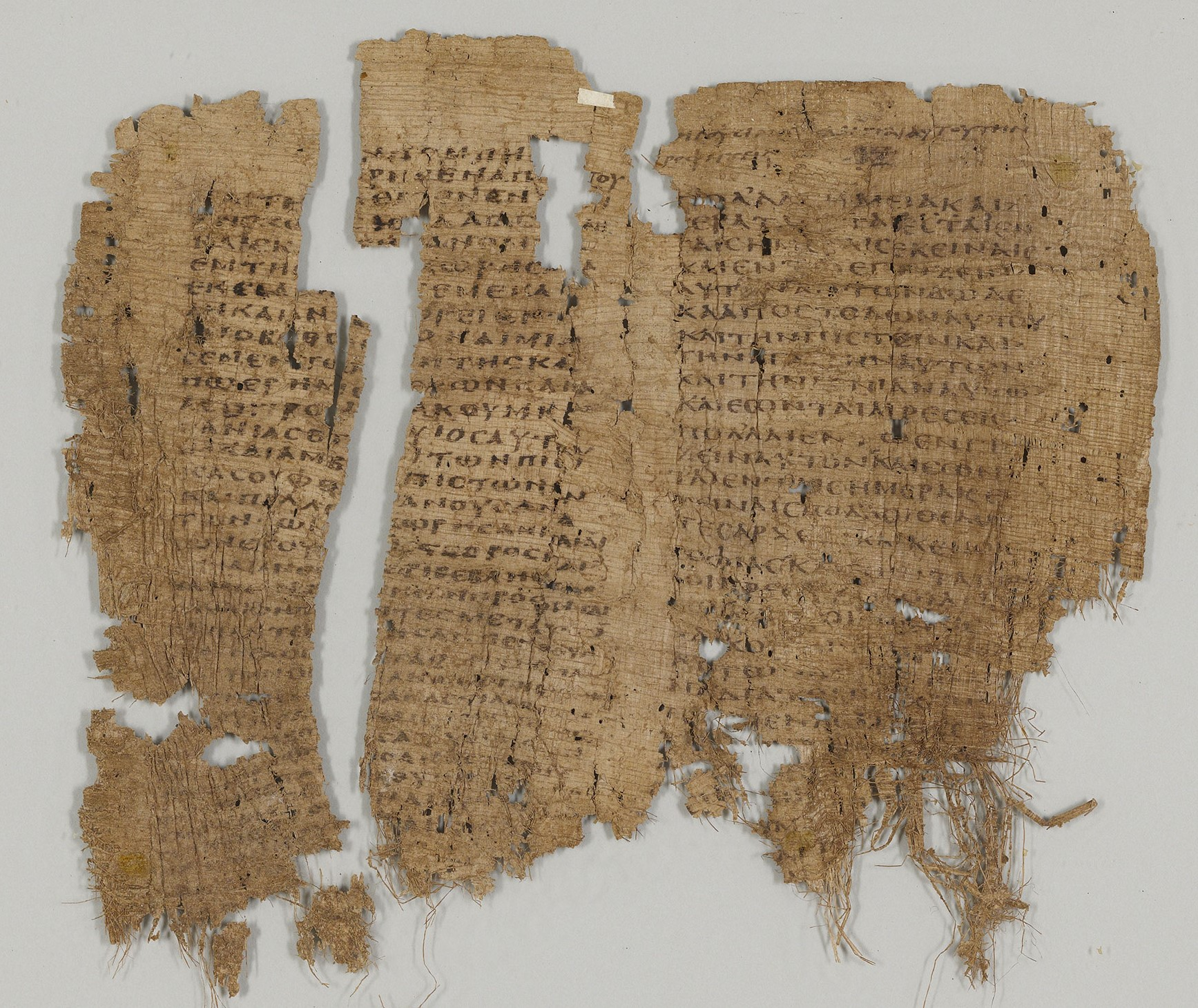
Fragmenty księgi datowane na między 70 n.e. a 175 n.e.

Wniebowstąpienie Izajasza – apokryficzna księga datowana na II wiek n.e. skompilowana przez chrześcijańskiego (lub judeochrześcijańskiego) autora. Składa się z trzech części, które funkcjonowały zapewne jako osobne dzieła:
- Męczeństwo Izajasza (rozdziały od 1 do 5) rozwija wątek z 2 Krl 21, 6. Opowiada o prześladowaniach, jakich doznał Izajasz od króla Manassesa, który zaniechał kultu Boga i wprowadził kulty pogańskie. Ta część dzieła jest stricte żydowska i zawiera tylko jedną interpolację chrześcijańską.
- Testament Ezechiasza (tekst 3,13 do 4,18) zawiera wizję prześladowań Kościoła w czasach ostatecznych, zakończonych przyjściem Chrystusa i spaleniem grzeszników.
- Wizje Izajasza (rozdziały od 6 do 11) opisuje podróż proroka w towarzystwie anioła przez siedem kręgów Nieba.

Apokryf ten zachował się w całości jedynie w wersji etiopskiej, znane są ponadto fragmenty w językach: greckim, koptyjskim, łacińskim i starosłowiańskim. Jako Vorlage wersji etiopskiej większość badaczy wskazuje tekst grecki, nieliczni tylko optują za (nieznanym) tekstem aramejskim.
Niektóre wątki w tekście (ucieczka na pustynię, krytyka Jerozolimy) wykazują pokrewieństwo z tekstami esseńczyków z Kumran.